# Rantumlohe
Die Rantumlohe (nordfriesisch: Raantem Lua) ist ein Priel, der östlich von Sylt durch das nordfriesische Wattenmeer verläuft und in das Hörnumtief mündet.